# (33037) 1997 SB14
1997 SB14 (asteroide 33037) é um asteroide da cintura principal. Possui uma excentricidade de 0.07436970 e uma inclinação de 3.75507º.
Este asteroide foi descoberto no dia 28 de setembro de 1997 por Spacewatch em Kitt Peak.